# KAI T-50 Golden Eagle
KAI T-50 Golden Eagle (골든이글, "zlati orel") je južnokorejski visokosposobni nadzvočni trenažer. Lahko se uporablja tudi kot lahko lovsko letalo. Letalo je razvilo podjetje Korea Aerospace Industries (KAI) s pomočjo ameriškega Lockheed Martin. T-50 je prvo južnokorejsko nadzvočno letalo in eden izmed redkih nadzvočnih trenažerjev na svetu.Razvoj se je začel v poznih 1990ih, v uporabo je vstopil leta 2005 pri Južnokorejskih letalskih silah (ROKAF). T-50 je eden izmed kandidatov za ameriški program T-X.
T-50 uporablja fly-by-wire krmilni sistem. Poganja ga en turboventilatorski motor z dodatnim zgorevanjem General Electric F404. Največja hitrost je okrog Mach 1,5 - 1,770 km/h.

## Specifikacije
Podatki iz Korea Aerospace, Lockheed Martin
Splošne karakteristike
- Posadka: 2
- Dolžina: 43,1 ft (13,14 m)
- Razpon kril: 31 ft (9,45 m)
- Višina: 16,2 ft (4,94 m)
- Površina kril: 23,69 m² ()
- Teža praznega letala: 14285 lb (6470 kg)
- Maks. vzletna teža: 27300 lb (12300 kg)
- Pogon letala: 1 × General Electric F404  (licenčno proizvajan pri podjetju Samsung Techwin) turbofan z dodatnim zgorevanjem
  - Potisk motorjev (suh): 11925 lbf (53,07 kN)
  - Potisk motorjev z dodatnim zgorevanjem: 17700 lbf (78,7 kN)

 Zmogljivost 
- Maks. hitrost: Mach 1,5 (1770 km/h, na višini 3000 m)
- Doseg: 1150 milj (1851 km)
- Višina leta: 48000 ft (14630 m)
- Hitrost vzpenjanja: 39000 ft/min (11887 m/min)
- Razmerje potisk/teža: 0,96
- Največja G-obremenitev: -3 g / +8 g

Oborožitev

- Strelno orožje: 1× 20 mm (0.787 in) M61 Vulcan Gatlingov top
- Nosilci za orožje: 7 nosilcev za do 3740 kg orožja ali drugega tovora
- Rakete: 

  - Hydra 70
  - LOGIR
- Izstrelki:
- Rakete zrak-zrak:
  - AIM-9 Sidewinder
  - AIM-120 AMRAAM
- Rakete zrak-zemlja:
  - AGM-65 Maverick
- Bombe: 

  - Mark 82 bomba
  - Mark 83 bomba
  - CBU-97/105 kasetna bomba
  - JDAM bombe
  - WCMD

Letalska elektronika

- AN/APG-67 (T-50)
- EL/M-2032 (TA-50 in FA-50)
- Lockheed Martin Advanced Avionics